# 4063 Euforbo
A 4063 Euforbo (ideiglenes jelöléssel 1989 CG2) egy kisbolygó a Naprendszerben. Osservatorio San Vittore fedezte fel 1989. február 1-jén.